# Catastrophe de Fidènes
La catastrophe de Fidènes désigne l'écroulement d'un amphithéâtre bondé, en l'an 27 à Fidènes, qui fit de nombreux morts et blessés.

## Contexte
Durant le règne de l'empereur Tibère (14-37), l'État romain cherchait à faire des économies et refusait de financer les compétitions sportives. Cependant Tibère n'était pas du tout hostile au sport ; il fut même champion olympique de course de chars (quadrige) en 4 av. J.-C..
Profitant de la politique d’austérité de l'empereur, des opportunistes mirent sur pied des épreuves qui ne bénéficiaient pas toujours des meilleures conditions de sécurité. 

## Catastrophe
En 27, à Fidènes (à 5 km au nord de Rome), un amphithéâtre fut construit par un certain Atilius, affranchi d'origine, pour y donner un spectacle de gladiateurs. Il n'en assura pas les fondations. La construction était bondée quand elle se disloqua. Tacite, qui relate la tragédie dans ses Annales (Annales, IV, 62, 1-4.), donne un total de 50 000 morts et blessés, tandis que Suétone estime à 20 000 le nombre de ceux qui y périrent.
L'appât du gain joue un rôle déterminant dans le récit que fait Tacite de l'évènement : la multiplication du nombre de places payantes et l'économie faite sur les matériaux sont à l'origine de l'effondrement de l'édifice.
Cette catastrophe marqua profondément les Romains et la réglementation de l’organisation des spectacles sportifs dans l’Empire : un sénatus-consulte défendit de donner des spectacles de gladiateurs sans posséder au moins 400 000 sesterces (le montant du cens équestre à l'époque de Tibère), et d’élever aucun amphithéâtre ailleurs que sur un terrain à la solidité éprouvée.